# Greifenthal
Greifenthal ist ein Ortsteil von Ehringshausen im mittelhessischen Lahn-Dill-Kreis.

## Geographie

### Geographische Lage
Die Ortschaft liegt im Gladenbacher Bergland, dem östlichen Ausläufer des Westerwaldes, im Tal des Erschbaches, eines rechten Zuflusses der Dill. Greifenthal ist der westlichste Ortsteil der Gemeinde Ehringshausen.

### Nachbargemeinden
Nachbargemeinden des Ortsteils Greifenthal sind im Uhrzeigersinn: im Nordosten der Ortsteil Katzenfurt, im Osten der Ortsteil Daubhausen und im Westen die Gemeinde Greifenstein.

## Geschichte

### Ortsgeschichte
Nach der Aufhebung des Ediktes von Nantes durch König Ludwig XIV. nahm Graf Wilhelm Moritz von Solms-Greifenstein im Jahr 1685 190 aus Frankreich vertriebene Hugenotten auf und ließ sie in Daubhausen ansiedeln. Für diese Ankömmlinge wurde im gleichen Jahr das Filialdorf Greifenthal angelegt, welches zusammen mit Daubhausen eine Gemeinde bildete. Zum 1. April 1936 wurde Greifenthal eine selbständige Gemeinde.
Im Zuge der Gebietsreform in Hessen wurde die Gemeinde Greifenthal auf freiwilliger Basis am 31. Dezember 1971 nach Ehringshausen eingegliedert. Für Greifenthal wurde wie für alle nach Ehringshausen eingegliederten Gemeinden und die Kerngemeinde ein Ortsbezirk eingerichtet. Sitz der Gemeindeverwaltung blieb Ehringshausen.

### Verwaltungsgeschichte im Überblick
Die folgende Liste zeigt die Staaten und Verwaltungseinheiten, denen Greifenthal angehört(e):
- vor 1806: Heiliges Römisches Reich, Fürstentum Solms-Braunfels, Anteil der Grafschaft Solms, Amt Greifenstein
- ab 1806: Herzogtum Nassau,[Anm. 2] Amt Greifenstein[Anm. 3]
- ab 1816: Königreich Preußen,[Anm. 4] Provinz Großherzogtum Niederrhein, Regierungsbezirk Koblenz, Kreis Braunfels[7]
- ab 1822: Königreich Preußen, Rheinprovinz, Regierungsbezirk Koblenz, Kreis Wetzlar[Anm. 5]
- ab 1866: Norddeutscher Bund,[Anm. 6] Königreich Preußen, Rheinprovinz, Regierungsbezirk Koblenz, Kreis Wetzlar
- ab 1871: Deutsches Reich, Königreich Preußen, Rheinprovinz, Regierungsbezirk Koblenz, Kreis Wetzlar
- ab 1918: Deutsches Reich (Weimarer Republik), Freistaat Preußen, Rheinprovinz, Regierungsbezirk Koblenz, Kreis Wetzlar
- ab 1932: Deutsches Reich, Freistaat Preußen, Provinz Hessen-Nassau, Regierungsbezirk Wiesbaden, Kreis Wetzlar
- ab 1944: Deutsches Reich, Freistaat Preußen, Provinz Nassau, Kreis Wetzlar
- ab 1945: Amerikanische Besatzungszone,[Anm. 7] Groß-Hessen, Regierungsbezirk Wiesbaden, Kreis Wetzlar
- ab 1946: Amerikanische Besatzungszone, Hessen, Regierungsbezirk Wiesbaden, Kreis Wetzlar
- ab 1949: Bundesrepublik Deutschland, Hessen, Regierungsbezirk Wiesbaden, Kreis Wetzlar
- ab 1968: Bundesrepublik Deutschland, Hessen, Regierungsbezirk Darmstadt, Kreis Wetzlar.
- ab 1971: Bundesrepublik Deutschland, Land Hessen, Regierungsbezirk Darmstadt, Kreis Wetzlar, Gemeinde Ehringshausen[Anm. 8]
- ab 1977: Bundesrepublik Deutschland, Land Hessen, Regierungsbezirk Darmstadt, Lahn-Dill-Kreis, Gemeinde Ehringshausen
- ab 1981: Bundesrepublik Deutschland, Land Hessen, Regierungsbezirk Gießen, Lahn-Dill-Kreis, Gemeinde Ehringshausen

## Bevölkerung

### Einwohnerstruktur 2011
Nach den Erhebungen des Zensus 2011 lebten am Stichtag, dem 9. Mai 2011, in Greifenthal 294 Einwohner. Darunter waren 9 (3,1 %) Ausländer.
Nach dem Lebensalter waren 33 Einwohner unter 18 Jahren, 99 zwischen 18 und 49, 54 zwischen 50 und 64 und 108 Einwohner waren älter.
Die Einwohner lebten in 111 Haushalten. Davon waren 24 Singlehaushalte, 39 Paare ohne Kinder und 39 Paare mit Kindern, sowie 9 Alleinerziehende und keine Wohngemeinschaften. In 27 Haushalten lebten ausschließlich Senioren und in 63 Haushaltungen lebten keine Senioren.

### Einwohnerentwicklung
| Greifenthal: Einwohnerzahlen von 1834 bis 2017 | Greifenthal: Einwohnerzahlen von 1834 bis 2017 | Greifenthal: Einwohnerzahlen von 1834 bis 2017 | Greifenthal: Einwohnerzahlen von 1834 bis 2017 | Greifenthal: Einwohnerzahlen von 1834 bis 2017 |
| --- | ---------------------------------------------- | ---------------------------------------------- | ---------------------------------------------- | ---------------------------------------------- |
| Jahr |                                                |                                                |                                                | Einwohner                                      |
| 1834 | 1834                                           |                                                | 97                                             | 97                                             |
| 1840 | 1840                                           |                                                | 110                                            | 110                                            |
| 1846 | 1846                                           |                                                | 123                                            | 123                                            |
| 1852 | 1852                                           |                                                | 117                                            | 117                                            |
| 1858 | 1858                                           |                                                | 120                                            | 120                                            |
| 1864 | 1864                                           |                                                | 122                                            | 122                                            |
| 1871 | 1871                                           |                                                | 101                                            | 101                                            |
| 1875 | 1875                                           |                                                | 103                                            | 103                                            |
| 1885 | 1885                                           |                                                | 105                                            | 105                                            |
| 1895 | 1895                                           |                                                | 112                                            | 112                                            |
| 1905 | 1905                                           |                                                | 120                                            | 120                                            |
| 1910 | 1910                                           |                                                | 114                                            | 114                                            |
| 1925 | 1925                                           |                                                | 132                                            | 132                                            |
| 1939 | 1939                                           |                                                | 150                                            | 150                                            |
| 1946 | 1946                                           |                                                | 213                                            | 213                                            |
| 1950 | 1950                                           |                                                | 221                                            | 221                                            |
| 1956 | 1956                                           |                                                | 214                                            | 214                                            |
| 1961 | 1961                                           |                                                | 211                                            | 211                                            |
| 1967 | 1967                                           |                                                | 286                                            | 286                                            |
| 1970 | 1970                                           |                                                | 274                                            | 274                                            |
| 1980 | 1980                                           |                                                | ?                                              | ?                                              |
| 1990 | 1990                                           |                                                | ?                                              | ?                                              |
| 2000 | 2000                                           |                                                | ?                                              | ?                                              |
| 2011 | 2011                                           |                                                | 249                                            | 249                                            |
| 2014 | 2014                                           |                                                | 307                                            | 307                                            |
| 2017 | 2017                                           |                                                | 246                                            | 246                                            |
| Datenquelle: Historisches Gemeindeverzeichnis für Hessen: Die Bevölkerung der Gemeinden 1834 bis 1967. Wiesbaden: Hessisches Statistisches Landesamt, 1968. Weitere Quellen: LAGIS; Zensus 2011; Gemeinde Ehringshausen |                                                |                                                |                                                |                                                |

### Historische  Religionszugehörigkeit
| • 1834: | 297 evangelische Einwohner (zusammen mit Daubhausen)               |
| • 1961: | 169 evangelische (= 80,09 %), 36 katholische (= 17,06 %) Einwohner |

## Politik
Für Greifenthal besteht ein Ortsbezirk (Gebiete der ehemaligen Gemeinde Greifenthal) mit Ortsbeirat und Ortsvorsteher nach der Hessischen Gemeindeordnung.
Der Ortsbeirat besteht aus fünf Mitgliedern. Bei den Kommunalwahlen in Hessen 2021 betrug die Wahlbeteiligung zum Ortsbeirat 49,59 %. Alle Kandidaten gehörten der „Bürgerliste Greifenthal“ an. Der Ortsbeirat wählte Martin Schweitzer zum Ortsvorsteher.

## Kultur und Sehenswürdigkeiten

### Kulturdenkmäler
- Ein Fachwerkhaus mit massiv gemauertem Erdgeschoss und Stichgebälk. Darüber ein dreizoniges Fachwerkgefüge mit teilweise gebogenen Mann-Figuren, vielleicht noch aus dem 17. Jahrhundert; möglicherweise Rest eines gräflichen Meierhofes, der hier vor Gründung der Hugenottensiedlung bestanden haben soll.
- Schul- und Bethaus, erbaut 1891 anstelle der im Jahr zuvor wegen Baufälligkeit abgerissenen Kapelle aus dem 18. Jahrhundert.

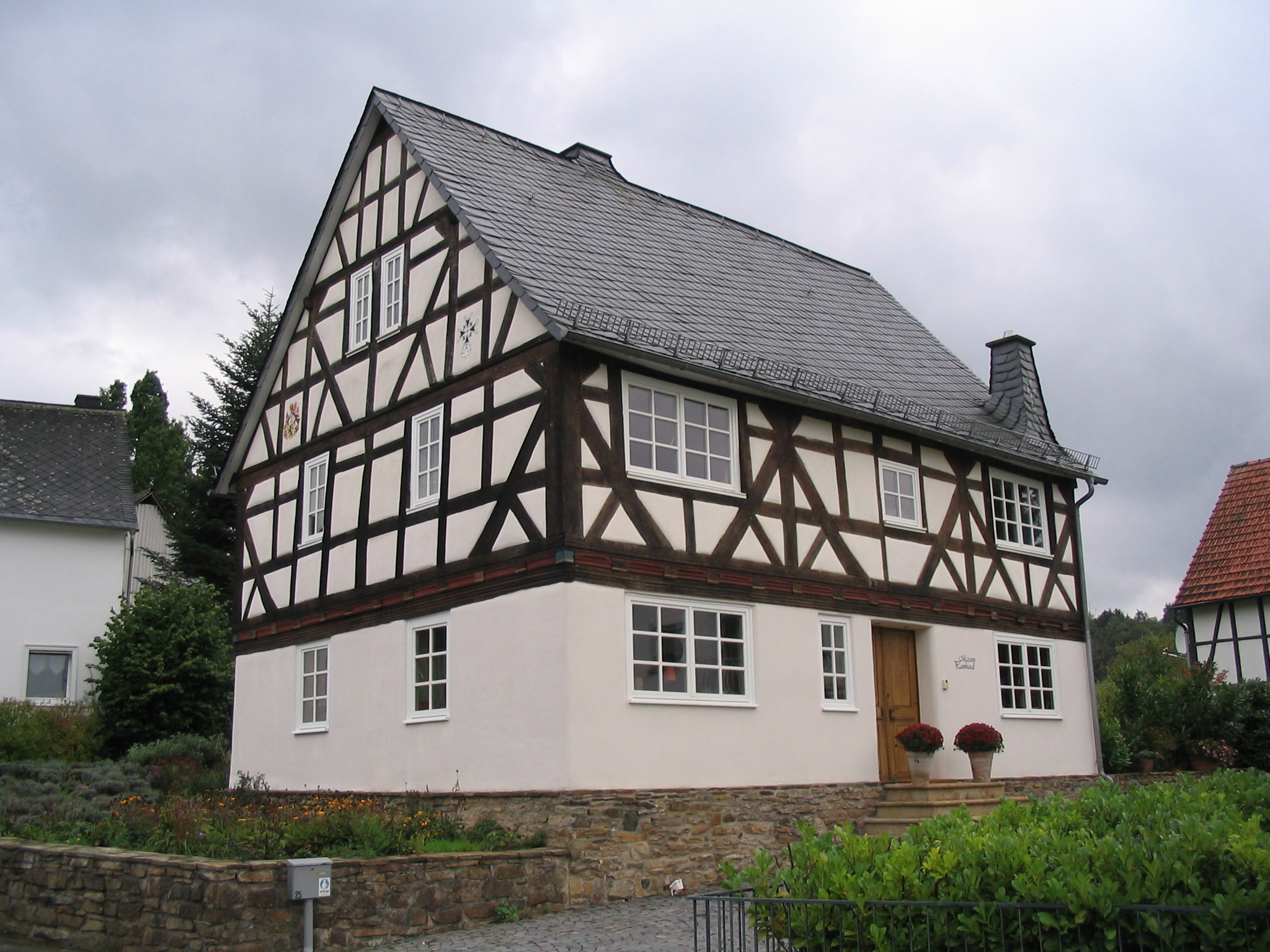
Fachwerkhaus
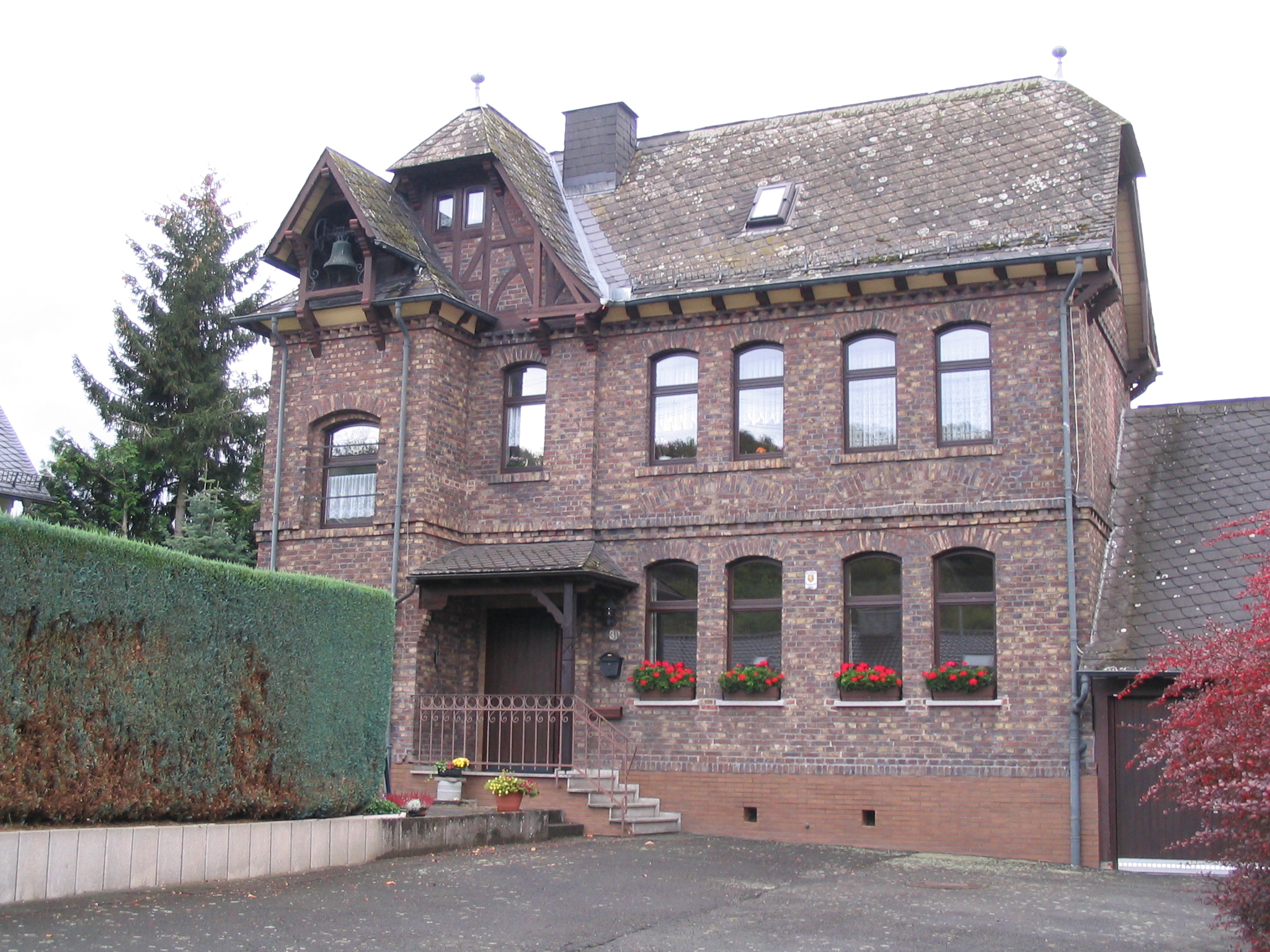
Ehemaliges Schul- und Bethaus